# Тињес (Белуно)
Тињес (итал. Tignes) је насеље у Италији у округу Белуно, региону Венето.
Према процени из 2011. у насељу је живело 427 становника. Насеље се налази на надморској висини од 556 м.